# 김병로
김병로(金炳魯, 1887년 12월 15일 ~ 1964년 1월 13일)는 대한민국의 독립운동가·통일운동가·법조인·정치인이며 시인이다. 전북특별자치도 순창군 복흥면 하리 출신(出身)이며, 본관(本貫)은 울산(蔚山), 호는 가인(街人)이다.
일제강점기 신간회 활동에 참여하였고, 각 학교의 법률학 전문 교수와 독립 운동가들을 무료로 변호하는 인권변호사로 활약하며 이인, 허헌과 함께 조선국 3대 민족 인권 변호사로서 명망을 날렸다.
광복 후 1945년 9월 한국민주당 창당에 참여하였으나, 결국 한국민주당의 정책 관련 노선에 반발하여 1946년 10월에 탈당하고, 이후 좌우합작위원회와 남북 연석회의에 참여하였다. 후에 분단의 현실을 느껴 노선을 선회하여 대한민국 정부 수립에 참여, 1948년 반민족행위특별조사위원회 특별재판부 재판부장과, 초대(初代) 대법원장을 지냈다. 대법원장 시절 사법부의 독립을 지키고 국가보안법 폐지를 주장하는 등 이승만 정권의 노선에 반발하여 대립하였고, 대법원장 퇴임 후 이승만, 박정희 정부의 야당 인사로 활동하였다. 대한민국 정부로부터 1962년 문화훈장, 1963년 건국훈장 독립장을 수여받았으며, 1964년 자택에서 간장염으로 사망하였다. 그의 유해는 대한민국 서울 강북구 수유동 선열묘역(삼각산로 5)에 안장되어 있다.

## 생애

### 생애 초반

#### 출생과 가계
김병로는 전라도 순창군 복흥면 하리에서 조선 말 사간원 정언을 지낸 아버지 김상희(金相熹)와 어머니 장흥 고씨(長興 髙氏) 사이에서 3남매 중 외아들로 태어났다. 조선조 성리학자 하서(河西) 김인후의 15대손으로, 가계상 울산 김씨(蔚山 金氏) 문정공파(文正公派) 자연당공파(自然堂公派)에 속하며 파조는 자연당(自然堂) 김시서(金時瑞)이다.
인촌(仁村) 김성수, 김연수 형제가 할아버지 뻘 되는 먼 친척으로 하서(河西) 김인후의 5대손에서 갈라진다.
부모가 서울에서 머물렀기 때문에 유년 시절은 조부모 슬하에서 유교적인 소양을 쌓으며 자랐으나 열 살도 되기 전에 할아버지와 아버지를 잃었다. 13세에 정교원의 딸 연일 정씨(延日 鄭氏)와 혼인하였으며, 17세 때 한말 거유(巨儒)인 간재(艮齋) 전우(田愚)에게 2년 간 성리학을 배우면서 백관수 등과 교분을 쌓았다. 1904년 18세 때 김병로는 전우를 떠나 전라남도 담양의 일신학교(日新學校)에서 서양인 선교사로부터 산술과 서양사 등 신학문을 접하였다.

#### 청년기

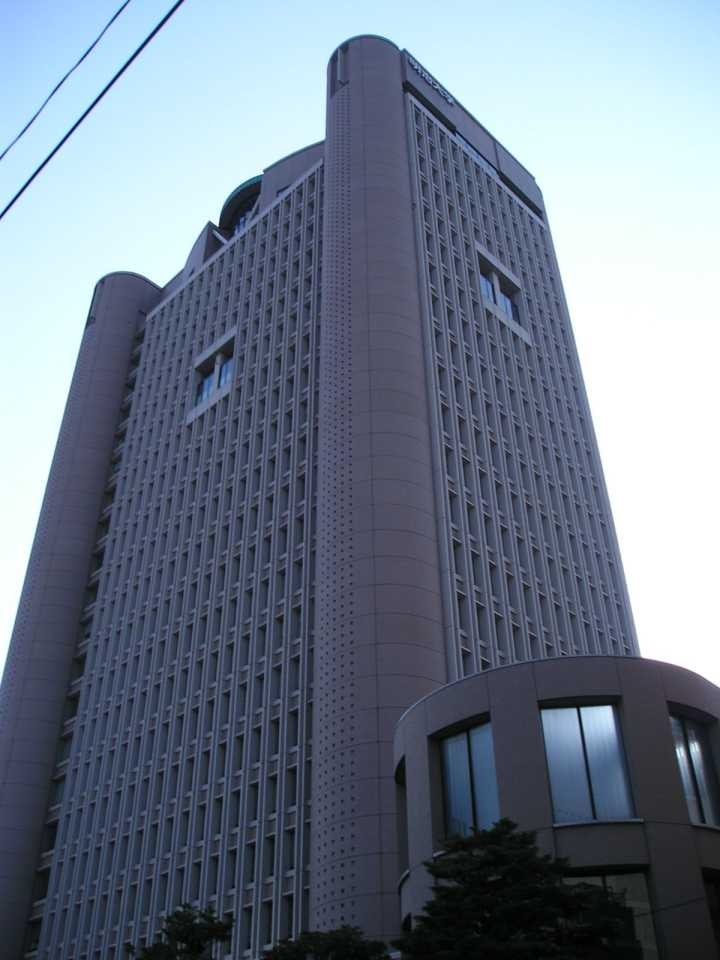
모교 메이지 대학교

1905년 을사조약이 체결된 해 향리의 용추사(龍湫寺)를 찾아온 최익현(崔益鉉)의 열변에 감화되어 18세 때 5~6명의 포수들과 최익현의 의병부대에 합류하였다가, 의병부대가 해산하자 1906년 20세 때 김동신의 의병부대에 합류하여 70여명의 의병과 함께 순창읍 일인보좌청(日人補佐廳)을 습격하였으나, 기적적으로 처벌은 모면하였다. 그리고 그 해 고정주(김성수의 장인)가 세운 전라남도 창평군의 창흥학교(昌興學校)에 입학하였으며, 이후 유학을 결심한다.
1910년 일본 도쿄(東京)로 건너가 니혼 대학(日本大学) 전문부 법학과와 메이지 대학(明治大学) 야간부 법학과에 입학하여 동시에 두 학교를 다녔으나, 같은 해 8월 한일 병합 조약 소식을 듣고 정신적 충격에 귀국하였다. 폐결핵 진단까지 받아 요양하다가, 1912년 다시 도일하여 메이지 대학 3학년에 편입하여 이듬해 졸업하고, 1914년 주오 대학(中央大学) 고등연구과를 마치고 귀국했다. 일본 유학 중 잡지 《학지광》(學之光)의 편집장을 지내는 한편 금연회(禁煙會)를 조직하여 조선 유학생의 학자금을 보조했다.
교수로부터 일본 변호사 시험 응시 권유는 받았으나 조선인에게는 변호사 시험 응시 자격을 부여하지 않았던 이유로 1915년 7월 귀국한 뒤, 1916년 경성법학전문학교 조교수로 출강하였다. 1917년 보성전문학교 강사가 되는 한편 사회적으로도 조선변호사협회 회장과 조선인변호사회장 등에 임명되어 활동을 하였다. 이후 경성전수학교와 보성법률상업학교의 강사로 형법과 소송법 강의를 맡았으며, 법학자 활동을 인정받아 1919년 4월 16일 판사에 임용되고, 부산지방법원 밀양지원 판사로 활동하다가 1년 후인 1920년 4월 17일 사임하고, 변호사 활동을 시작하였다.

### 일제 강점기

#### 인권변호사 활동

조선변호사협회

변호사 개업 후 김병로는 수많은 독립운동 관련 사건을 무료 변론하였는데, 105인 사건을 비롯하여 대동단 사건, 단천 농민 조합 사건, 여운형·안창호 등이 연루된 치안유지법 위반사건, 흥사단 사건, 6·10 만세운동, 간도 참변, 정의부 사건, 대한광복단 사건 등 변호한 사건이 1백여 건이 넘는다.
1922년 이상재, 윤치호, 이승훈, 김성수, 송진우 등과 함께 민립대학설립운동(民立大學設立運動)을 주동하여 발기인 1,170 명을 확보하여 민립대학기성회를 출범하여 모금 활동을 하기도 하였지만, 일제 당국의 탄압으로 실패하고 말았다.
독립 운동 사건의 변호를 전담하다시피 했던 김병로와 허헌, 김용무, 김태영 등은 1923년 서울 인사동에 형사 변호 공동연구회를 창설하였는데, 무료 변론을 하는 한편 일반 형사 사건에서 수임료를 받아 활동자금으로 사용하였다. 형사 변호 공동연구회가 맡은 첫 사건이 김상옥 의사 사건(金相玉義士事件)이며, 이어 김시현 등의 제2차 의열단 사건, 박헌영 등의 조선공산당 사건 등을 변호하였다. 겉으로는 연구단체임을 내세웠으나 실제로는 항일 변호사들이 공동전선을 형성, 법정을 통해 ‘독립운동이 무죄’임을 주장하는 독립운동 후원단체였다. 이 연구회는 독립투사들을 무료 변론했을 뿐만 아니라 그들의 가족을 돌보기도 하는 등 다채로운 사회활동으로 독립운동에 공헌면서 이인, 허헌과 함께, 일제강점기 유명한 3인의 인권변호사로 활약하였다.

#### 신간회와 사회 활동

신간회 창립 모습 (1927년 2월 14일)

1929년 신간회(新幹會)의 중앙집행위원 겸 회계장에 선임되었으며, 자신의 고향이자 곡창지대인 전북 지방에서 일어난 소작쟁의와 수리조합 분규 등의 사건과 갑산화전민항일운동의 진상조사 등 농민·화전민들과 관련된 사건 변호를 많이 맡았는데, 이는 농민 생활에 이해와 관심을 가졌던 것에 따른 것으로 보이고 광복 후 토지개혁문제와 관련하여서도 무상분배를 주장하였던 사실과 일맥상통한다.
1929년 광주에 파견되어 광주 학생 항일 운동의 조사를 맡았고, 이 과정에서 신간회 간부들이 민중대회를 계획한 것이 일제에 의하여 탐지되면서 검거되자 결국 1931년 신간회는 해체되었다.
이후 김병로는 보성전문학교(고려대학교 전신) 이사에 취임하였는데, 1932년 보성전문학교의 이사로서 운영난을 타개하기 위하여 김성수(金性洙)에게 인수를 알선하였으며, 신간회 해체 이후 수많은 변호와 법정투쟁을 하던 중 만주사변과 중일 전쟁이 일어나면서 조선총독부에 의하여 변호사 정직 처분이 떨어지고, 창씨 개명을 요구 받는 등 사상사건(思想事件)의 변론에서도 일부 제한을 받게 되자, 1932년부터는 경기도 양주군으로 내려가 농사를 지으면서 광복이 될 때까지 13년간을 은둔 생활을 하였다. 따라서 1940년대 일제가 창씨 개명을 요구했을 때도 성을 바꾸지 않았고, 일제의 배급도 받지 않았다.

### 광복 이후

#### 광복 직후 활동

김병로

은둔 생활로 어렵게 생활을 하다가 광복이 되면서 건국준비위원회에 가담하고자 건국준비위원회 부위원장 안재홍과 중재 협상을 벌였으나, 건국준비위원회 위원장 여운형이 협상결과를 허락하지 않았다. 1945년 9월 8일 조선인민공화국(인공 내각)의 사법부장으로 추천, 선임되었다. 이후 1945년 9월 한국민주당(한민당)이 창당 되었을 때 한국민주당에 참여했다. 한국민주당은 ‘조선공산당’등 좌파와 대립했지만 김병로 자신은 한국민주당 내의 극단적인 보수주의자들과는 달리 좌파와의 대화와 타협을 강조했다. 이런 김병로의 태도는 신간회 활동 시절에서 드러나듯 일제강점기부터 일관된 것이었다.. 1945년 9월 21일 당 중앙감찰위원장이 되었고, 1946년 2월 14일 비상국민회의 법제위원장으로 선출되었다
김병로는 한국민주당이 토지 개혁에 소극적이던 것을 격렬히 비판하면서 대다수 농민들에게 토지를 무상으로 나누어 줘야 한다고 주장하였다. 조선공산당 등 좌파에서 요구하던 토지의 무상 분배를 김병로가 주장한 까닭은 사상에 관계없이 일제강점기 인권 변호사로서 수많은 소작 쟁의와 관련하여 소작인들의 열악한 상황을 목격한 결과였기 때문이었다. 농지 분배를 놓고 다른 한국민주당 의원들과 갈등이 많았으나, 김성수의 권고로 탈당은 하지 않았다.

#### 좌우 합작 활동과 단정 참여
1946년 남조선과도입법의원 참여하였고, 1947년 남조선과도정부 사법부장 등을 지냈다. 해방 정국에서 그는 한국민주당의 단정노선과 토지개혁에 소극적 태도 나아가는것에 크게 반발하여 1946년 10월 탈당하였다. 이후 우파 김규식과 좌파 여운형 등이 주도하는 좌우합작운동을 지지하면서 적극적으로 활동했다. 그러나 1947년 7월 여운형 암살과 10월 제2차 미소공동위원회의 완전 결렬로 좌우합작위원회가 해체되면서 김병로는 분단에 직면한 사태에 현실적인 선택을 하게 된다. 1948년 1월 12일 UN한국위원회가 서울에 도착하자 회의에 참관하였으며, 1948년 4월 전조선 제정당사회단체 대표자 연석회의 당시 김병로는 긍정적인 태도를 가졌으나, 결정을 내리지 못하던 중 이미 단정 수립이 확실해진 상황에서 현실적인 노선으로 바꿔 대한민국 정부 수립에 참여하게 되었다.

### 제1공화국

#### 초대 대법원장 역임
이승만은 처음에는 김병로가 김규식 계열이라는 생각에 대법원장 임명에 부정적이었으나, 법무부 장관인 이인의 적극적 요구로 결국 김병로를 초대(初代) 대법원장에 임명하였고, 이어 법전편찬위원회 위원장을 맡았다.

#### 반민족행위특별조사위원회

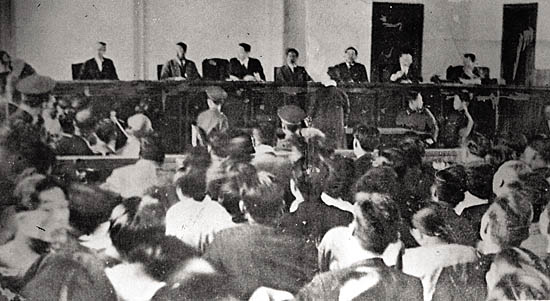
반민특위 특별재판부의 모습

김병로는 1949년 반민족행위특별조사위원회 특별재판부 재판장을 맡아 반민족행위자 처벌이 민족의 과제임을 천명하고, 신속하고 공정한 재판을 요구했다. 그러나 친일파 처벌에 미온적인 이승만이 반민족행위처벌법 개정을 요청하자 이를 거부하였고 이승만이 친일파를 옹호하고 6.6 반민특위(특경대) 습격사건을 통하여 반민특위를 해산하자, 이에 대해 정면으로 대통령을 비판하고 나섰다.
6.6 사건은 중부경찰서의 단독 결정이 아니라 내무부의 명령에 따라 빚어진 것으로 봅니다. 그러나 경찰의 이 행위는 직무를 초월한 과잉이며 불법이올시다. 국민에게 미치는 영향이 중대하기 때문에 국회와 정부 당국은 비상시국에 적정한 정치적 조치가 있으리라 믿습니다. 따라서 사법기관에서는 추호도 용서없이 법대로 판단할 것입니다.

대법원장으로 반민특위 해산을 반대했지만 이승만은 반민법에 규정된 죄의 공소시효를 당초의 1950년 6월 20일까지에서 1949년 8월 31일까지로 단축하는 반민족행위처벌법 개정안을 가결하였고, 1951년 2월 14일 반민족행위처벌법등폐지에관한법률을 통하여 공소계속 중의 사건은 법률시행일에 공소취소된 것으로 간주하여 결국 반민족행위처벌법은 폐지되었다.

#### 사법부 독립을 위한 노력

이승만(좌)과 김병로 (1957년)

대법원장 재임 9년 3개월 동안 그는 사법부 밖에서 오는 모든 압력과 간섭을 뿌리치고 사법권 독립의 기초를 다졌다. 사법부에 압력을 가하는 이승만 정권과 심심찮게 대립각을 세웠는데, 대표적인 것이 1950년 3월 국회 프락치 사건 판결이다. 법원은 ‘프락치’로 지목된 국회의원 13명에 대해 징역 3~10년의 비교적 가벼운 형벌을 내렸다. 이 판결과 안호상 전 문교부장관의 국가보안법 위반 사건, 윤재구 의원의 횡령 사건에 대한 잇따른 무죄 선고는 이승만의 심기를 불편하게 만들었으며 1952년 부산 정치 파동 직후 대법관들에게 “폭군적인 집권자가, 마치 정당한 법에 의거한 행동인 것처럼 형식을 취해 입법기관을 강요하거나 국민의 의사에 따르는 것처럼 조작하는 수법은 민주 법치국가에서는 있을 수 없는 일이며, 이를 억제할 수 있는 길은 오직 사법부의 독립뿐이다.”라고 강조하였다. 1956년에는 김종원 치안국장의 손아귀로부터 김선태를 석방시키기도 하였다.
김병로에게 사법권의 독립과 재판의 독립성은 한치도 양보할 수 없는 절대 명제였다. 그의 사법권 독립에 대한 신념이 얼마나 확고했던가는 걸핏하면 사법부에 압력을 행사하던 이승만과의 마찰로 인하여 마음고생으로 지병이 도져 한국 전쟁 때 다쳤던 한쪽 다리를 절단한 것에서도 잘 드러난다. 대수술을 받고 병석에 누운 그에게 이승만은 사표를 종용했지만, 그는 이를 거부하며 의족을 짚고 등원(登院)할 만큼 강직한 성품이었다. 어느 대법관 출신 인사는 의족에 의지한 채 “지팡이를 짚고 한쪽으로 기운 그의 모습은 병들기 시작한 사법부의 모습 그대로였다”고 안타까워했다. 한번은 이승만이 법무부 장관에게 “요즘 헌법 잘 계시는가?”라고 물었는데, 장관이 말을 못 알아듣자 이승만은 재차 “대법원에 헌법 한 분 계시지 않느냐?”고 물었다는 일화가 있다. 이승만이 1956년 국회 연설에서 “우리나라 법관들은 세계의 유례가 없는 권리를 행사한다.”라고 사법부를 비판하자 “이의가 있으면 항소하라.”라며 맞대응한 일화는 유명하다. 또한 김병로는 대법원장 시절 법관들에게 항상 청렴을 강조하였다.
현실을 보면 세상의 모든 권력과 금력과 인연 등이 우리들을 둘러싸고 우리들을 유혹하며, 우리들을 바른길에서 벗어나도록 얼마나 많은 노력을 하고 있는가를 알 수 있습니다. 만약 내 마음이 약하고 내 힘이 모자라서 이와 같은 유혹을 당하게 된다면 인생으로서의 파멸을 의미할 뿐만 아니라, 법관의 존엄성으로 비추어 보아도 도저히 용인할 수 없는 심각한 문제라고 아니할 수 없습니다.— 법관 회동 훈시, 1954년 3월 20일

#### 국가보안법 폐지를 위한 노력
김병로 자신은 반공주의자였지만서도 “국가보안법을 폐지해도 형법을 통해 얼마든지 대체가 가능하다.”고 역설하였다.
특수한 법률로 국가보안법 혹은 비상조치법을 국회에서 임시로 제정하신 줄 안다. 지금 와서는 그러한 것을 다 없애고 이 형법만 가지고 오늘날 우리나라 현실 또는 장래를 전망하면서 능히 우리 형벌법의 목적을 달성할 수 있겠다는 고려를 해 보았다. 지금 국가보안법이 제일 중요한 대상인데, 이 형법과 대조해 검토해 볼 때 형벌에 있어서 다소 경중의 차이가 있을지도 모르나, 이 형법만 가지고도 국가보안법에 의해 처벌할 대상을 처벌하지 못할 조문은 없다고 생각한다.— 국회연설, 1953년 4월 16일

또한 “국민은 악법의 폐지를 요구할 권리가 있다.”고 하면서 경찰관직무집행법과 관련하여서도 이와 같은 법률이 헌법이나 형사소송법 기타 모든 법률에 우월한 성질을 가진 것으로 오인하는 것은 위험천만한 일이라고 하였다.

### 말년
나는 그래도 관사와 좋은 차과 상당한 보수를 받았으나, 법원서기들 봉급은 쌀 1가마니값 정도에, 초임법관들이 2가마 값 정도였고, 10여 년 경력의 중견 법관들도 봉급이라야 쌀 3가마니 값을 넘기지 못했소. 이런 적은 월급을 받으면서도 법질서 확립과 인권 옹호를 위해 밤잠을 자지 않고 일하는 법관들을 볼 때마다 나는 안타까운 심정이었소. 그러나 천하가 일자리는커녕 먹을 것, 입을 것이 없고, 발 뻗고 잘 방한 칸 없는 사람들이 많은 현실에서 얼마나 됐든 국록을 받은 사람은 불평하거나 돈을 탐내서는 안 된다고 말해왔소.— 마지막 기자회견

대법원장 퇴임식 (1957년)

1955년 고려대학교에서 명예 법학 박사 학위를 받았다. 1956년부터 여성법률상담소, 경기여자고등학교 출신 여성의 해바라기회에 의하여 가족법 개정운동이 추진되었고, 그외 정일형(鄭日亨) 외 33인의 이름으로 여성 입장을 반영한 가족법 개정안이 1957년 11월 국회에 제출되었으나 심의 과정에서 심의위원장이던 김병로는 국회의원 유림 등과 함께 순풍 양속에 어긋난다는 이유로 가족법 개정안에 반대하였다. 1957년 12월 대법원장 정년 퇴임 뒤에도 재야 법조인으로서 활약하면서 정부에 대한 비판을 서슴지 않았는데, 1958년 법관회의의 대법원장 제청권을 없애려는 정부를 규탄하였으며, 1959년 민권수호국민연맹 고문과 재일동포송북반대국민위원회 고문을 맡았다. 같은 해 정부가 《경향신문》을 폐간하자 ‘경향신문 폐간은 위헌 불법이다’라는 기고문을 《동아일보》에 싣기도 하였고, 4·19 혁명 당시 재야 정치지도자들과 함께 사태 수습을 위한 대(對) 정부 건의안을 발표하였으며, 이승만 하야 뒤에는 비상대책위원회 지도위원 명의로 과도정부의 개편을 요구하기도 하였다. 1960년 자유법조단대표를 지냈고, 같은 해 7월 민의원에서 열린 대통령 선거에서 1표를 얻었다. 1961년 5·16 군사정변이 발생하자 《동아일보》를 통하여 박정희의 민정 참여를 반대하는 글을 기고하였고, 《사상계》에 ‘군정 연장과 국민투표에 대하여’를 기고한 뒤 야당 지도자들과 함께 군정 종식을 촉구하였다. 1963년 민정당(民政黨) 대표최고위원과 국민의당 창당에 참여하여 대표최고위원으로 윤보선(尹潽善), 허정(許政)과 함께 야당 통합과 대통령 단일후보 조정 작업 등을 하였다. 1962년 문화훈장, 1963년 건국훈장 독립장을 수여받았으며, 1964년 1월 13일 오후 6시 15분 간장염으로 서울특별시 중구 인현동 자택에서 향년 78세의 나이로 사망하여, 사회장으로 서울특별시 강북구 수유동 선열묘역에 안장되었다.

## 평가
평생 한복을 입고 지낸 그는 사법(司法)의 기초를 다졌고 법전 뿐만 아니라 3심 제도와 법복에 이르기까지 사법 행정의 제반사를 정한 ‘사법부의 수장’이었다.
일제강점기 김병로와 함께 숱한 항일 변호를 맡았던 이인은 회고록에서 ‘당시 사회운동하는 사람들이 다 넉넉지 못해 신간회 동지들이 가인의 집에서 기식하면서 부근 설렁탕집에서 식사를 하기도 했는데, 1년만에 그 밥값을 갚으면서 자신의 서대문집 근 50간을 팔아야했다’고 하면서 김병로의 청빈을 강조했으며, 법조계에서는 김병로를 정부의 압력과 간섭에 맞서 사법부 독립과 권위를 지켜낸 ‘법조인의 모범적인 표상’으로 꼽는 사람이 많다.
전북 출신 법조계 3대 성인(聖人)동상건립추진위원회는 1999년 12월 3일 전북특별자치도 전주시 덕진공원에서 김병로와 서울고등검찰청장을 지낸 화강(華剛) 최대교(崔大敎), 서울고등법원장을 지낸 김홍섭(金洪燮)의 동상 제막식을 가졌다., 2001년 《가인 김병로 평전》이 민음사에서 출간되었고, 2008년 8월 학술지 ‘한국사 시민강좌’ 하반기호(43호)에서 대한민국 건국 60주년 특집 ‘대한민국을 세운 사람들’을 선발, 건국의 기초를 다진 32명 가운데 법률·경제 부문의 한사람으로 선정되었다. 2010년 전북특별자치도 순창군에 대법원 가인 연수관이 개관되었고, 대법원 주관으로 법학전문대학원 학생들의 변론경진대회인 가인 법정변론 경연대회가 매년 개최되고 있다.

## 상훈
- 1962년 문화훈장
- 1963년 건국훈장 독립장

## 기타

### 어록
- “범죄가 줄어들고 소송이 적어야 좋은 세상이지, 청사만 늘려서 무엇하겠는가.” - 법원 청사 확장과 신축을 위해서 법원 주변 국유지를 법원에 넘기겠다는 정부의 호의에 대하여
- “남의 나라 원조로 예산을 짜서 쓰는 판에 우리가 물건을 아껴야지, 독립했다고 선포만 해놓으면 그것이 나라인가? 돈 없어서 일을 못하겠으면 그만 두고 나가라.” - 1950년대 중반, 예산 사용에 대한 불만 사항을 전해 듣고 호통치면서
- “아무리 배가 고프고 옷이 차다고 할지라도, 일시라도 사법관이라는 것을 망각할 수는 없는 것이니.” - 1957년 4월, 사법관 회동에서
- “세상 사람이 다 부정의에 빠져간다 할지라도 우리 법관 만큼은 정의를 최후까지 사수하여야 할 것이다.” - 1954년 3월, 제2회 법관 훈련 회동에서
- “사법관으로서의 청렴한 본분을 지킬 수 없다고 생각될 때는 사법부의 위신을 위하여 사법부를 용감히 떠나야 합니다.” - 1954년 10월, 전국법원 수석부장판사 회동에서
- “모든 사법 종사자에게 굶어 죽는 것을 영광이라고 그랬다. 그것은 부정을 범하는 것보다는 명예롭기 때문이다.” - 1957년 12월 16일, 퇴임식 이임사에서

### 김병로를 연기한 배우들
- 신구, 김경응 - 《인간극장-가인 김병로》(1995년) KBS 1TV[43]

## 가계(家係)
- 15대조부: 김인후(金麟厚, 1510년~ 1560년)
- 조부: 김학수
- 조모: 박씨(朴氏)
- 부: 김상희(金相熹) - 조선 말 사간원 정언
- 모: 장흥 고씨(長興 髙氏)
- 처: 연일 정씨(延日 鄭氏): 부인과 함께 있는 것이 공직에 있어 불편하다는 이유로 한국전쟁기에 홀로 고향에 보내졌다가 공산당에게 살해되었다.[44]
  - 장남: 김재중(1907년 11월 ~ 1955년 1월 5일)
  - 첫째며느리: 고귀현
    - 손자: 김원규(金元圭), 김형규
    - 손녀: 김난규, 김종영, 김종화

  - 장녀: 김순남
  - 사위: 김문평(金汶枰, 1905년 ~ 1987년 1월 27일) - 제헌국회의원[45]
  - 차남: 김재열(金載烈) - 변호사
  - 둘째며느리: 이필기
    - 손자: 김종인(金鍾寅, 1940년 7월 10일 ~ ) - 전(前) 대통령비서실 경제수석비서관, 11·12·14·17·20대 국회의원[46]
    - 손녀: 김종은(金鍾恩)
    - 손녀: 김종현(金鍾賢)

  - 삼남: 김재옥
  - 셋째며느리 : 김 씨(충북. 김영구씨의 딸) :광산김씨.
    - 손녀사위: 윤영철(尹永哲, 1937년 11월 25일 ~ ) - 전(前) 헌법재판소장[47]
    - 손녀사위: 이택돈(李宅敦, 1935년 1월 27일 ~ 2012년 5월 7일) - 변호사, 신민당 부총재, 8·9·10·12대 국회의원[48]

## 약력
- 1888년 전북특별자치도 순창군 복흥면 하리에서 출생
- 1902년 간재(艮齋) 전우(田愚) 문하에서 성리학 사사
- 1906년 순창에서 최익현(崔益鉉)의 의병에 가담
- 1919년 부산지방법원 밀양지원 판사 임용
- 1920년 변호사 자격 취득, 항일사건 1백여 건 변론
- 1924년 조선변호사협회 이사장
- 1930년 신간회 중앙집행위원장
- 1946년 미군정 사법부장 취임
- 1948년 ~ 1957년 초대(初代) 대법원장
- 1963년 민정당, 국민의당 대표 최고위원
- 1964년 76세로 사망 (사인: 간장염)

## 학력
- 담양일신학교
- 일본 니혼 대학 전문부 법학과
- 일본 메이지 대학 야간부 법학과
- 일본 주오 대학 고등연구과
- 고려대학교 명예 법학 박사

## 같이 보기
| - 김인후 - 김성수 - 신간회 - 근우회 - 갑산화전민항일운동 - 광주 학생 항일 운동 - 이인 - 허헌 - 허정숙 - 정구영 - 이승만 - 김종인 | - 보성전문학교 - 경성법학전문학교 - 남조선과도정부 - 남조선과도입법의원 - 좌우합작운동 - 이승만 - 이경희 - 대한민국의 대법원장 - 대한민국 대법원 - 한국민주당 |

## 참고 자료
- 이이화 (2004년 5월 1일). 《한국사 이야기20(우리 힘으로 나라를 찾겠다)》. 한길사. ISBN 8935651591
- 강만길 (2000년 9월 1일). 《통일지향 우리 민족해방운동사》. 역사비평사. ISBN 8976962486
- 강준만 (2009년 6월 12일). 《한국 현대사 산책 1940년대편1(8.15 해방에서 6.25 전야까지)》. 인물과사상사. ISBN 9788959060443
- 이연복 (1999년 4월 25일). 《대한민국 임시정부 30년사》. 국학자료원. ISBN 8982063781
- 김용욱 (2004년 10월 8일). 《한국정치론》. 오름. ISBN 8977782171
- 이영훈 (2000년 12월 20일). 《파벌로 보는 한국야당사》. 에디터. ISBN 8985145495
- 사람으로읽는한국사기획위원회 (2010년 7월 27일). 《보수주의자의 삶과 죽음(우리가 몰랐던 한국 역사 속 참된 보수주의자들)》. 동녘. ISBN 9788972976288
- 한국정신문화연구원 (2001년 11월 30일). 《내가 겪은 민주와 독재》. 선인. ISBN 8989205220
- 김덕순 (1985년 2월 1일). 《한국의 명가》. 일지사. ISBN 2005569003774
- 김학준 (2001년 3월 1일). 《가인 김병로 평전》. 민음사. ISBN 893742469X

## 주해
1. ↑  김병로의 손자 김종인은 2010년 12월 1일 19시 20분 KBS 제1라디오에 출연하여 자신의 조모이자 김병로의 부인은 한국 전쟁 시기에 피난하지 못하여 인민군에게 총살당했다고 말했다.
2. ↑  일부 보수세력에서는 김병로가 《반도시론사》라는 총독부 어용단체에 명단에 있다는 구실 삼아 그를 친일파라고 몰아붙이고 있다. (참고) 그러나 김병로 자신은 비타협적 민족주의자였고 신간회 해소 이후 모든 활동을 그만두고 칩거했기 때문에 이는 정황상 맞지않다. 일제강점기 말 일제는 거의 모든 분야에 발악하고 있었고, 사회적으로 명망있는 사람들은 자신의 뜻과 관계없이 무단으로 명의도용하여 각종 단체에 명단에 넣기까지 했다. 대표적인 예(例)가 홍명희, 안재홍, 여운형, 허헌, 조만식, 이극로 등이다.[16]

## 역대 선거 결과
|  | 44.60% |

|  | 0.4% |